# Krigsåret 1984

## Pågående krig
- Afghansk-sovjetiska kriget (1979-1989)
  - Sovjet och Afghanistan på ena sidan
  - Afghanska mujahedin (med stöd från USA, Pakistan och flera arabländer) på den andra sidan

- Inbördeskriget i El Salvador (1979-1992)[1]

- Iran–Irak-kriget (1980-1988)[1]
  - Iran på ena sidan
  - Irak på andra sidan

- Inbördeskriget i Sri Lanka (1983-2009)
  - Sri Lanka på ena sidan
  - Tamilska befrielsetigrarna på andra sidan

## Händelser

### Januari
- 3 januari - Västdiplomater i Maputo uppger att regeringsfientliga rebeller i Moçambique beställt en blodig massaker på 60 busspassagerare i de norra delarna, då Sydafrikastödd gerilla stoppat bussen och beordrat passagerarna att stiga ur, för att sedan råna dem och skjuta ihjäl dem.[2]
- 4 januari - Ett hundratal människor dödas och minst 400 såras vid israeliska flyganfall mot staden Baalbek i östra Libanon, ett anfall som enligt Israels militär är riktat mot Iranstödda shiamuslimska baser, från vilka operationer mot Israel utförts.[2]
- 7 januari - Enligt Sydafrikas försvarschef Constant Viljoen har 324 gerukkasikdater samt kubanska och angolanska soldater dödats vid en tredagarsstrid i södra Angola.[2]
- 30 januari - Dokument från nazisttiden och hundratals fotografier med Adolf Hitler uppges ha påträffats bland tillhörigheter efter en tidigare underrättelseofficer, Fred Schiesser, som avlesd i augusti 1983, uppe på vinden i hans hem nära Golden i British Columbia, Kanada.[2]

### Februari
- 14 februari-19 mars - En iransk offensiv, operation Kheibar, sätter iranska trupper i Basras närhet. Irak använder senapsgas och sarin i sitt försvar.
- 15 februari - Iran inleder en offensiv längsmed de centrala frontavsnitten i kriget mot Irak.[2]

### Mars
- 5 mars - Sveriges överbefälhavare Lennart Ljung informerar till Sveriges regering om den månadslånga ubåtsjakten i Karlskrona.[2]
- 14 mars - Sveriges regering gör upp med de borgerliga partierna i Sveriges riksdag om pengar till Sveriges försvar. Inom tre år skall ytterligare 2,2 miljarder SEK anslås.[2]
- 29 mars - Finland och Sverige tecknar i Helsingfors avtal om att Finland köper 15-20 begagnade svenska  Draken-jaktflygplan för närmare 300 miljoner SEK.[2]

### April
- 1 april - Generallöjtnant Erik Bengtsson tillträder på posten som arméchef i Sverige.[2]
- 11 april - Sveriges marina myndigheter avblåser den två månader långa ubåtsjakten i Karlskrona skärgård.[2]
- 22 april - En svensk och sju amerikanska fredsaktivister ur Plogbil åtta bryter sig in i amerikanska vapentillverkaren Martin Mariettas lokaler i Orlando, och saborterar missiler samt häller människoblod på olika handlingar och maskiner. De grips efter aktionen, när de sjunger kampsånger.[2]
- 26 april - Den för krigsförbrytelser dömda tyska krigsförbrytaren Rudolf Hess firar sin 90-årsdag. I Stockholm bryter ett tiotal skinnskalar in på Sovjetunionens ambassad i Stockholm och kräver att han friges. De grips och ställs inför rätta.[2]

### Maj
- 8 maj - Sovjetiska styrkor uppges ha erövrat halva Panjshirdalen i Afghanistan.[2]
- 10 maj - Internationella domstolen i Haag befaller USA att stoppa sina militära aktioner i Nicaragua, och anklagar USA för att ha minerat Nicaraguas hamninlopp.[2]

### Juni
- 5
  - Den indiska armén stormar Gyllene templet, där ett antal separatistiska sikher har barrikaderat sig, varvid nära 600 soldater och separatister dödas.[2]
  - 40-årsminnet av Dagen D uppmärksammas.[2]
- 14 juni - Nederländernas parlament beslutar att ge den nederländska regeringen tid på sig att fram till 1 november 1985 bestämma om de NATO skall pacera ut 48 kryssningsmissiler i Nederländerna eller inte.[2]
- 28 juni - Israel och Syrien utväxlar krigsfångar för första gången på 10 år.[2]

### Augusti
- Augusti - Tamilska befrielsetigrarna tillkännager en ihållande gerillakampanj.
- 27 augusti - Australien och Nya Zeeland samt 12 andra länder i södra Stilla havet uttalar sig för att deras område skall utropas som kärnvapenfri zon.[2]

### September
- 6 september - Marskalk Nikolaj Ogarkov avgår som sovjetisk överbefälhavare.[2]
- 20 september - 10 libaneser och 2 amerikaner dödas, och ett sextiotal människor skadas, vid då en självmordsförare i en stationsvagn med nästan 200 kilo sprängämnen forcerar ambassadvaktens spärrar på USA:s ambassad i Beirut.[2]
- 25 september - Frankrike och Libyen inleder tillbakadragandet av sina trupper från Tchad.[2]
- 29 september - Cirka 30 000 personer demonstrerar i Fulda mot NATO:s höstmanöver i Hessen.[2]

### Oktober
- 12 - IRA försöker döda Thatcher med bombattentatet i Brighton; fem andra dör.[2]
- 15 oktober - El Salvadors president José Napoleón Duarte träffar ledare för vänstergerillan i byn La Palma i norr, nära gränsen till Honduras.[2]
- 18 oktober - Iran inleder en ny storoffensiv mot Irak, och hårda strider rapporteras vid ett strategiskt viktigt gränsavsnitt, 100 meter öster om Bagdad.[2]

### November
- 25 november - Minst två nordkoreanska och en sydkoreansk soldat dödas vid ett allvarligt intermezzo vid Pannumjon, sedan en sovjetisk trustgrupp besökt stilleståndslinjenb vid 38:e breddgraden, ur vilken en person avviker och springer mot den sydkoreanska sidan.[2]

### December
- 6 december - Utegångsförbud införs nattetid i Colombo av Sri Lankas regering.[2]
- 30 december - Österrikiske förre SS-majoren Walter Reders nådansökan avslås i Marzabotto i Italien av en "jury" bestående av 238 överlevande samt släktingar till offren i Marzabottomassakern 1944.[2]

## Avlidna
- 14 januari - Saad Gaddad, 46, libanesisk major.[2]
- 14 maj - Walter Rauff, 78, tysk anklagad krigsförbrytare under andra världskriget.[2]

### Fotnoter
1. 1 2  ”Chronological List of All Wars”. Arkiverad från originalet den 9 oktober 2014. https://web.archive.org/web/20141009082543/http://www.correlatesofwar.org/COW2%20Data/WarData_NEW/WarList_NEW.pdf. Läst 29 juni 2011.
2. 1 2 3 4 5 6 7 8 9 10 11 12 13 14 15 16 17 18 19 20 21 22 23 24 25 26 27 28 29 30 31   Horisont 1984. Bertmarks